# Готар-Руссель, Карин
Карин Готар-Руссель (фр. Karine Gautard-Roussel, род. 25 июля 1984, Кан) — французская профессиональная шоссейная велогонщица.

## Карьера
Карин Готар-Руссель представляла Францию на чемпионатах мира UCI по шоссейному велоспорту в 2008 и 2009 годах. В 2008 году на чемпионате мира в Варезе (Италия) она заняла 47-е место, финишировав с отставанием более 6 минут от победительницы Николь Кук. В 2009 году она участвовала в гонке Рут де Франс феминин, где после трёх этапов занимала 17-е место в общем зачёте, несмотря на падение во время этапа с раздельным стартом в Шоле, где она финишировала 20-й.
Готар-Руссель выступала за профессиональные команды, включая Vienne Futuroscope (2008–2009) и Team Pruneaux d'Agen (2005).
В 2010 году, в возрасте 26 лет, Карин Готар-Руссель завершила профессиональную карьеру и начала работать косметологом. Она начала обучение в этой области ещё во время спортивной карьеры и в 2009 году открыла первый салон красоты вместе с сестрой. К 2019 году они управляли двумя салонами красоты. Помимо работы, Карин увлеклась бегом и регулярно участвует в местных соревнованиях, таких как Foulées du Terroir, проходящих в Вимутье. Она бегает около трёх раз в неделю, преодолевая примерно 10 км за тренировку, часто вместе с матерью.
Основной причиной ухода из велоспорта стала финансовая нестабильность женского велоспорта. Несмотря на участие в престижных международных гонках, Карин отмечала, что спорт не обеспечивал достаточного дохода для профессиональной карьеры. Она также стремилась к созданию семьи и более стабильной социальной жизни, что повлияло на её решение завершить карьеру в 2010 году.

## Личная жизнь
Карин Готар-Руссель замужем за Жюльеном Русселем, бывшим велогонщиком, который завоевал множество титулов чемпиона Нормандии. Жюльен завершил свою карьеру в 2020 году.

## Достижения
2001
3-я на Чемпионате Франции — групповая гонка U19
2003
2-я на Флеш Гасконь
2005
 Чемпионат Франции — групповая гонка U23
3-я на Чемпионате Франции — групповая гонка
2006
 Чемпионат Франции — индивидуальная гонка U23
Хроно Турен — Токсиньи
Тур Приморской Шаранты
2-я в генеральной классификации
2-й этап
2-я на Трофе де гримпёр
2-я на Чемпионате Франции — групповая гонка U23
2007
Хроно Турен — Токсиньи
Рут Феминин дю Виньобль Нантаис
Национальная трасса Сент-Аман-Монрон
Тур Бретани
2-я в генеральной классификации
3-й и 5-й этапы
2-я на Призе города Монт-Пюжоль
3-я в Кубке Франции
2008
Рот Феминин дю Виньобль Нантаис
Дуо Норман
3-я на Туре Приморской Шаранты
2009
Ледис Берри Классик Шер
4-й этап Тура Лимузена
3-я на Трофе де гримпёр
Кубок Франции

### Статистика выступления наГранд-турах
| Гонка / Год          | 2006 | 2007 | 2008 | 2009 |
| -------------------- | ---- | ---- | ---- | ---- |
| Гранд Букль феминин  | —    | DNF  | —    | —    |
| Рут де Франс феминин | —    | —    | 4    | 21   |
| Тур де л'Од феминин  | DNF  | 39   | —    | —    |

### Рейтинги
| Год                 | 2009 |
| ------------------- | ---- |
| Мировой рейтинг UCI | 94-й |
|                     |      |
| Источник: UCI       |      |